# Eumichtis concolor
Eumichtis concolor är en fjärilsart som beskrevs av Charles Oberthür 1918. Eumichtis concolor ingår i släktet Eumichtis och familjen nattflyn. Inga underarter finns listade i Catalogue of Life.